# Bandy i världen

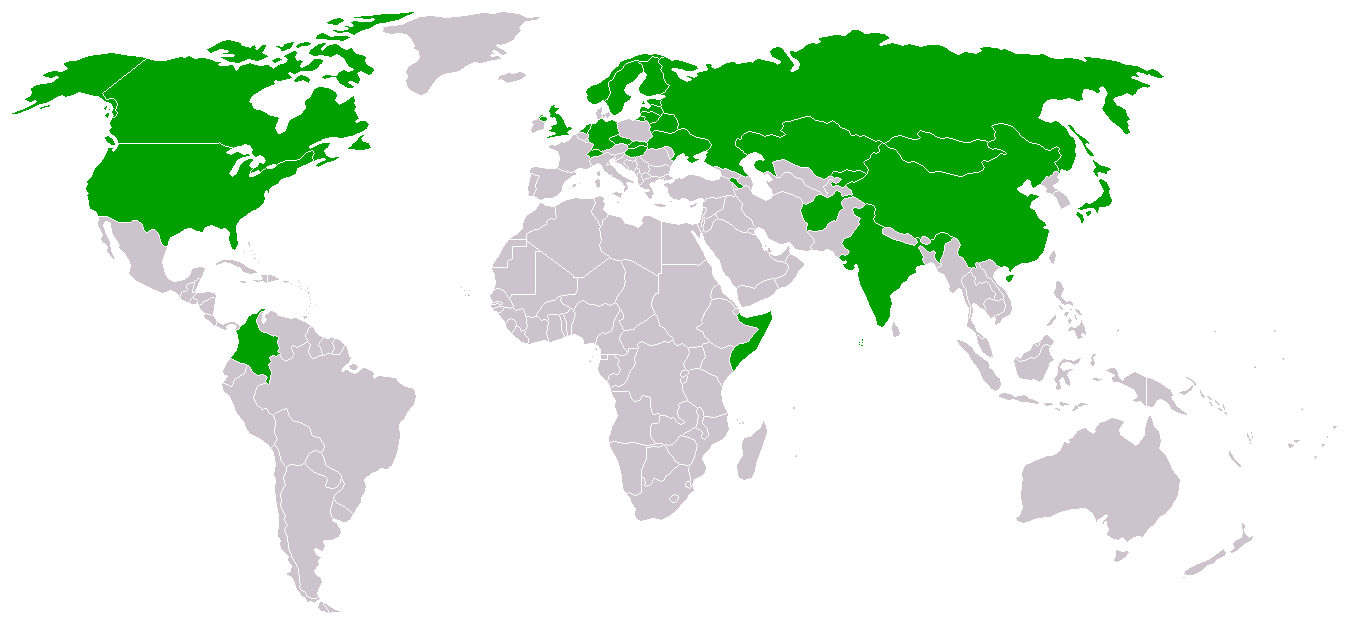
FIB:s 27 medlemsländer.

Bandyn i världen regleras i första hand av det internationella bandyförbundet som bildades den 12 februari 1955. Världsmästerskap i bandy för herrar spelas sedan 1957 och för damer sedan 2004. World Cup för klubblag har spelats sedan 1974 (World Cup-status från 1980) för herrar och sedan 2003 för damer. Dessutom spelas Europacupen för herrar sedan 1974, där mästarna från Norge, Finland, Ryssland och Sverige möts. Vid några tillfällen har semifinalerna i Europacupen spelats som gruppmatcher i World Cup.

## Historia
Den första kända bandymatchen spelades 1875 i Crystal Palace i London. Spelet kallas vid den här tiden "Hockey on the ice". 1891 bildas sedan National Bandy Association i engelska Bury Fen och den första internationella matchen spelades i Nederländerna mellan ett engelskt och ett nederländskt klubblag. Det första svenska bandylaget bildades 1894 inom Stockholms gymnastikförening då engelsmannen Charles Goodman Tebbutt demonstrerade sporten i samband med världsmästerskapen i hastighetsåkning på skridskor. Det första svenska mästerskapet i bandy spelades 1907. Det första norska mästerskapet spelades 1913 och vanns av IF Ready. 1913 spelades även det hittills enda Europamästerskapet i Davos som England vann. 1920 bröt sig norska bandyförbundet ut ur fotbollsförbundet och bildade eget. Året därpå blev man invald i Landsforbundet. 1925 bildas det Svenska bandyförbundet och väljs samma år in i Riksidrottsförbundet.
1949 bildades Internationella bandyregelkommittén (IBK) med Finland, Norge och Sverige som medlemmar. IBK tog fram regler som användes då bandyn var uppvisningssport vid Olympiska vinterspelen 1952 i Oslo. Bara Finland, Norge och Sverige deltog i OS, men det uppmärksammades av ryska idrottsledare som föreslog att man skulle mötas för landskamper. Finland, Norge och Sverige bjöds in till en fyranationslandskamp i Moskva 1954. Detta ledde till bildandet av det internationella förbundet, till standardisering av regler och till att man började spela VM.
1957 spelas den första världsmästerskapsturneringen, där tre länder deltog. Sovjetunionen blev de första historiska mästarna. Den första världsmästerskapsturneringen för damer spelades 2004

### Internationella bandyförbundet
Internationella bandyförbundet bildades den 12 februari 1955 av Sverige, Norge, Finland och Sovjetunionen. Första nya medlem i det internationella förbundet blev Nederländerna 1973 och under 1970-talet och 1980-talet introducerades bandy även i Kanada, Ungern och USA. Därefter har sporten även börjat spelas i andra delar av världen och i januari 2008 valdes de fyra senaste nationerna in i det internationella förbundet som nu är uppe i 29 medlemsländer. Noterbart är att Västtyskland/Tyskland var medlemmar i FIB under perioden 29 januari 1990-Mars 1991, samt att först OSS och sedan Ryssland ersatt Sovjetunionen från 1991 och framåt.

### Bandy som en olympisk sport
Internationella bandyförbundet har länge önskat få med bandy på det olympiska vinterprogrammet, och bandy är en "erkänd sport" hos den olympiska rörelsen, men fortfarande vid vinter-OS 2018 finns det inte med.
Enligt statistik som har tagits fram av en oberoende utredare, är bandy världens näst största vintersport räknat i antal utövare och antal åskådare vid sportens världsmästerskap (bara ishockey är större), vilket borde vara ett gott argument för att ta upp sporten på det olympiska programmet. Internationella olympiska kommittén menar emellertid, utan att egentligen presentera några argument för det, att man inte skall tro på den framtagna statistiken.

## Läget i dag
Seriespel bedrivs i flera länder. I Ryssland har grundserien varit indelad i östgrupp och västgrupp. Men säsongen 2009/2010 spelades en rak serie med 17 lag. Sverige hade tidigare norrgrupp och södergrupp, men från säsongen 2007/2008 infördes en rak och landsomfattande högstadivision som sträcker sig över större delar av säsongen. Norge och Finland har landsomfattande raka serier, där Norge också har div 1, 2 och 3 medan Finland ej har någon av förbundet organiserad serie på lägre nivå. Seriesystemet i USA består i två divisioner samt en motionsserie med lag i stort sett enbart från Minneapolis och Saint Paul, men även två lag från Duluth är med. Alla matcher spelas på John Rose Minnesota Oval. Säsongen 2007/2008 startades ett bandyprogram i Salt Lake City. Ett asiatiskt förbund godkändes vid en kongress under VM 2012.

### Asiatiska vinterspelen
2011 fanns bandy för herrar för första gången med på programmet i Asiatiska vinterspelen, som är öppet för medlemmar i Asiens Olympiska Råd. Kazakstan, Mongoliet och Kirgizistan deltog. Sporten återkom dock inte vid nästa spel 2017.

## Nationella förbund
I nedanstående tabeller finns de nationella bandyförbunden listade utifrån världsdel. Även medlemsår och liknande information finns.

### Afrika
| Land    | Nationellt förbund                | Medlem år | Världsmästerskapsdebut, herrar | Världsmästerskapsdebut, damer | Mästerskap |
| ------- | --------------------------------- | --------- | ------------------------------ | ----------------------------- | ---------- |
| Somalia | Somali National Bandy Association | 2013      | 2014                           |                               |            |

### Asien
| Land        | Nationellt förbund                    | Medlem år       | Världsmästerskapsdebut, herrar | Världsmästerskapsdebut, damer | Mästerskap |
| ----------- | ------------------------------------- | --------------- | ------------------------------ | ----------------------------- | ---------- |
| Afghanistan | Bandy Federation of Afghanistan       | Februari 2012   |                                |                               |            |
| Armenien    | Armenian National Federation of Bandy | Januari 2008    |                                |                               |            |
| Indien      | Bandy Federation of India             | 5 juli 2002     |                                |                               |            |
| Japan       | Japan Bandy Federation                | 30 juni 2011    | 2012                           |                               |            |
| Kazakstan   | Kazakhstan Bandy Federation           | 6 februari 1993 | 1995                           |                               |            |
| Kina        | Kinas ishockeyförbund                 | 29 januari 2010 |                                |                               |            |
| Kirgizistan | Bandy Federation of Kyrgyzstan        | 3 februari 2005 | 2012                           |                               |            |
| Mongoliet   | Mongolian National Bandy Federation   | 5 juli 2002     | 2006                           |                               |            |

### Europa
| Land           | Nationellt förbund                        | Medlem år                                    | Världsmästerskapsdebut, herrar | Världsmästerskapsdebut, damer | Mästerskap  |
| -------------- | ----------------------------------------- | -------------------------------------------- | ------------------------------ | ----------------------------- | ----------- |
| Estland        | Eesti Jääpalliliit                        | 5 juli 2002                                  | 2003                           |                               |             |
| Finland        | Suomen Jääpalloliitto                     | 12 februari 1955                             | 1957                           | 2004                          | Bandyligan  |
| Irland         | Bandy Federation of Ireland               | 4 juni 2006                                  |                                |                               |             |
| Italien        | Federazione Italiana Bandy                | 26 oktober 2003                              |                                |                               |             |
| Lettland       | Latvijas Bendija Federācija               | 31 januari 2006                              | 2007                           |                               |             |
| Litauen        | Lithuanian Bandy Association              | Januari 2008                                 |                                |                               |             |
| Nederländerna  | Nederlandse Roller sports en Bandy Bond   | 22 februari 1973                             | 1991                           |                               |             |
| Norge          | Norges Bandyforbund                       | 12 februari 1955                             | 1961                           | 2004                          | Eliteserien |
| Polen          | Bandy Federation of Poland                | 31 januari 2006                              |                                |                               |             |
| Ryssland       | Ryska bandyförbundet                      | 6 juni 1992                                  | 1993                           | 2004                          | Ryska ligan |
| Serbien        | Bandy Federation of Serbia                | 4 juni 2006                                  |                                |                               |             |
| Storbritannien | Great Britain Bandy Federation            | 29 januari 2010 (som England fram till 2017) | 2019                           |                               |             |
| Sverige        | Svenska bandyförbundet                    | 12 februari 1955                             | 1957                           | 2004                          | Elitserien  |
| Schweiz        | The Bandy Federation of Switzerland       | 4 juni 2006                                  |                                |                               |             |
| Tyskland       | Deutscher Bandy-Bund                      | 2013                                         | 2014                           |                               |             |
| Ukraina        | Ukrainian Bandy and rink-bandy Federation | Januari 2008                                 | 2013                           |                               |             |
| Ungern         | Magyar Bandy Szövetség                    | 4 februari 1989                              | 1991                           | 2007                          |             |
| Vitryssland    | Belarusian Bandy Federation               | 5 februari 1999                              | 2001                           |                               |             |

### Nordamerika
| Land   | Nationellt förbund         | Medlem år        | Världsmästerskapsdebut, herrar | Världsmästerskapsdebut, damer | Mästerskap |
| ------ | -------------------------- | ---------------- | ------------------------------ | ----------------------------- | ---------- |
| Kanada | Canada Bandy               | 6 juli 1983      | 1991                           | 2006                          |            |
| USA    | American Bandy Association | 11 februari 1981 | 1985                           | 2004                          | Division 1 |

### Oceanien
| Land       | Nationellt förbund      | Medlem år   | Världsmästerskapsdebut, herrar | Världsmästerskapsdebut, damer | Mästerskap |
| ---------- | ----------------------- | ----------- | ------------------------------ | ----------------------------- | ---------- |
| Australien | Australian Bandy League | 4 juni 2006 |                                |                               |            |

### Sydamerika
| Land      | Nationellt förbund    | Medlem år    | Världsmästerskapdebut, herrar | Världsmästerskapsdebut, damer | Mästerskap |
| --------- | --------------------- | ------------ | ----------------------------- | ----------------------------- | ---------- |
| Argentina | Argentine Bandy Union | Januari 2008 |                               |                               |            |

http://www.worldbandy.com/